# Gubbängens gård

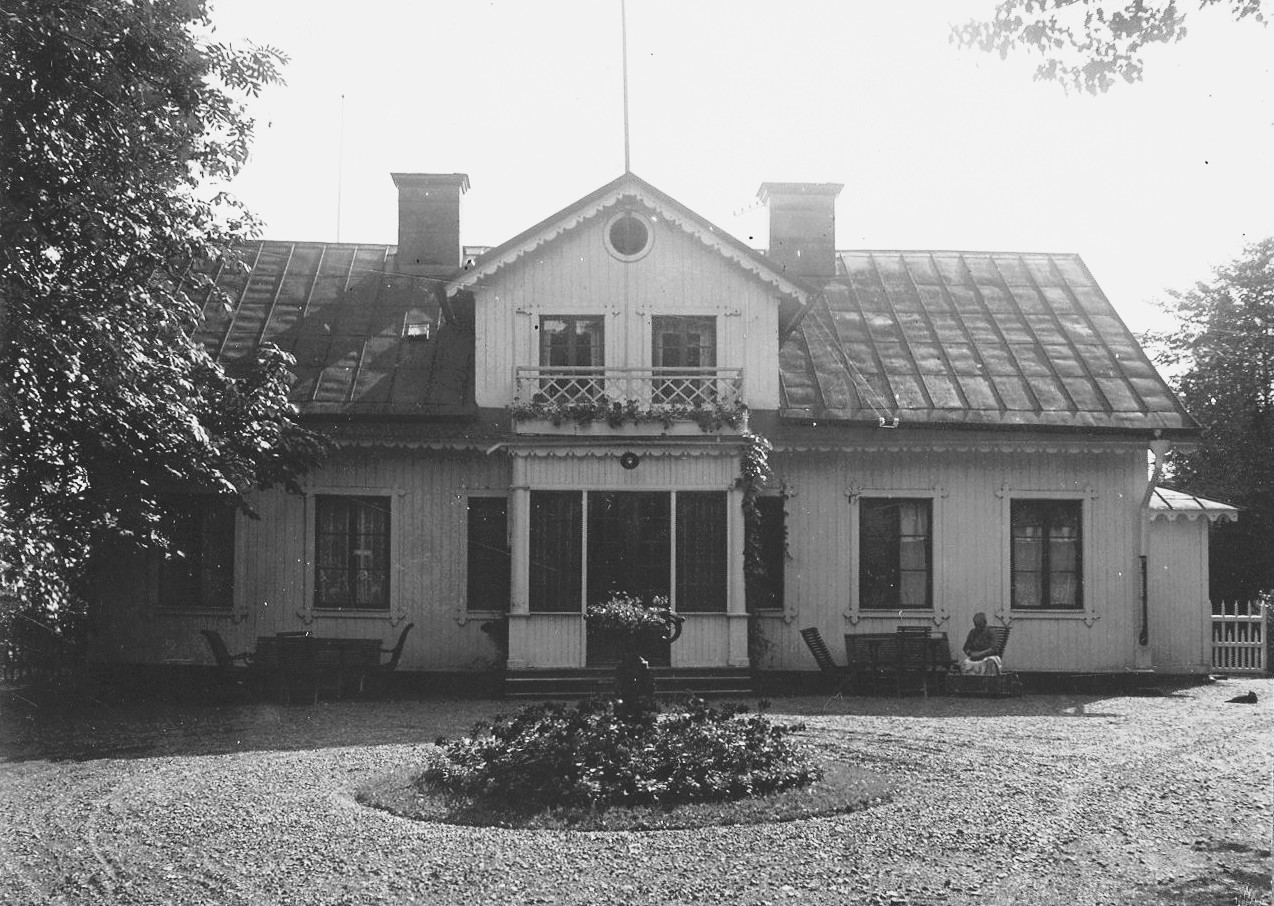
Gubbängens gård 1943.

Gubbängens gård var ett torp och senare en självständig bondgård i nuvarande stadsdelen Gubbängen i södra Stockholm. Stadsdelen har sitt namn efter gården som revs 1965.

## Historik

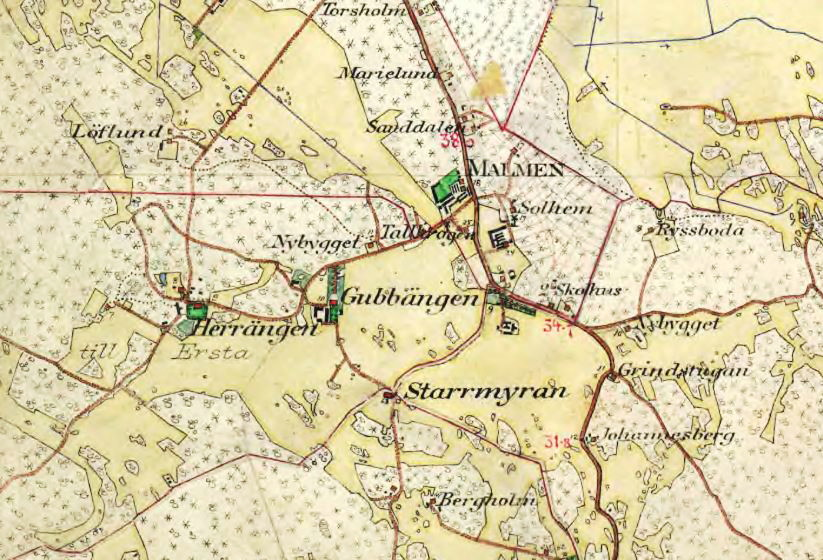
Herrängen och Gubbängen 1900.

I trakten låg två gårdar som bildade kärnan till dagens Gubbängen: Gubbängens gård och Herrängens gård (ej att förväxla med Herrängens gård vid Långsjön). Namnet Gubbängen är känt sedan tidigt 1600-tal, men ursprunget är ovisst. Enligt en teori var det två gamla gubbar, Jösse och soldaten Simon som 1627 bodde som inhysingar i torpet samt torparen Erik, också en gammal man, som givit stället sitt namn. 
Gubbängens ägor hörde till stor del till frälsehemmanet Ersta nära dagens Årstafältet. Det fanns även under många år en koppling till ägarna på Årsta gård. År 1726 omtalas stället som Gubbeng Torpet. I slutet av 1700-talet kallas Gubbängen inte "torp" längre, utan "gård". I mitten av 1800-talet byggdes Gubbängens gård om och fick då sitt utseende med vitmålade träfasader som den hade fram till rivningen. På 1880-talet ägdes gården av Lars Andersson, kyrkvärden i Brännkyrka kyrka. Han var känd som en framgångsrik bonde.
Omkring 1900 utvecklades torpet till självständig gård. Till gården hörde ett femtontal byggnader, bland dem fem bostadshus, stall, ladugård, smedja, potatiskällare, vagnslider, svinhus och magasin. Den siste ägaren, Albin Arvidsson, sålde gården till Stockholms stad 1908, men fortsatte som arrendator fram till nedläggningen.

## Gårdens vidare öden

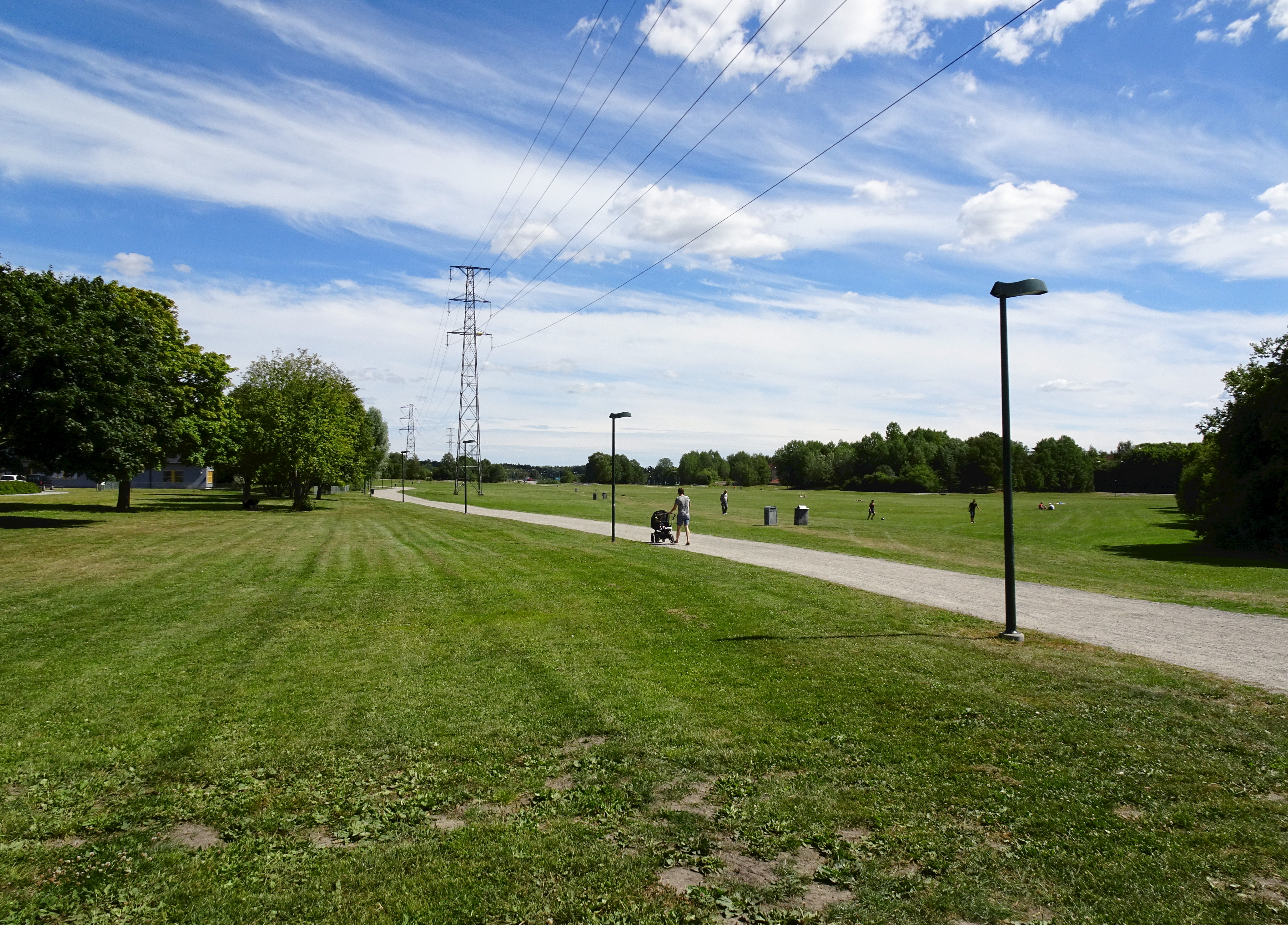
Gubbängsfältet mot sydost, 2016.

På 1930-talet bodde och arbetade fortfarande ett femtiotal personer på gården. Utöver lantbrukaren och hans familj fanns hembiträde, ladugårdskarlar och mjölkerskor. Potatisodling och svinskötsel dominerade gårdens verksamhet. Från landsvägen (dagens Gubbängsvägen) gick en trädplanterad allé mot huvudbyggnaden, som låg ungefär mitt på dagens skolgård för Gubbängsskolan. 
Skolans röda tegelbyggnader uppfördes i slutet av 1940-talet efter ritningar av arkitekterna Helge Zimdahl och Nils Ahrbom. Då revs de flesta av gårdens byggnader, men huvudbyggnaden stod under lång tid kvar på skolgården som en påminnelse om gångna tider. Arkitekterna gav skolans byggnader samma huvudriktning som alléns axel. De sista fotografierna på mangården togs den 14 april 1965 av Stockholms stadsmuseets fotograf, konsthistorikern Ola Ehn, "inför rivning", som det står på stadsmuseets bildbeskrivning. 
Alléns träd integrerades av Zimdahl & Ahrbom i den yttre miljön och är fortfarande bevarade liksom gårdens matkällare vid ingången till allén. Gubbängsfältet är en rest av den ängsmark som en gång tillhörde Gubbängens gård och kvartersnamnet Gubbängsgården påminner om den tidigare verksamheten.

## Bilder

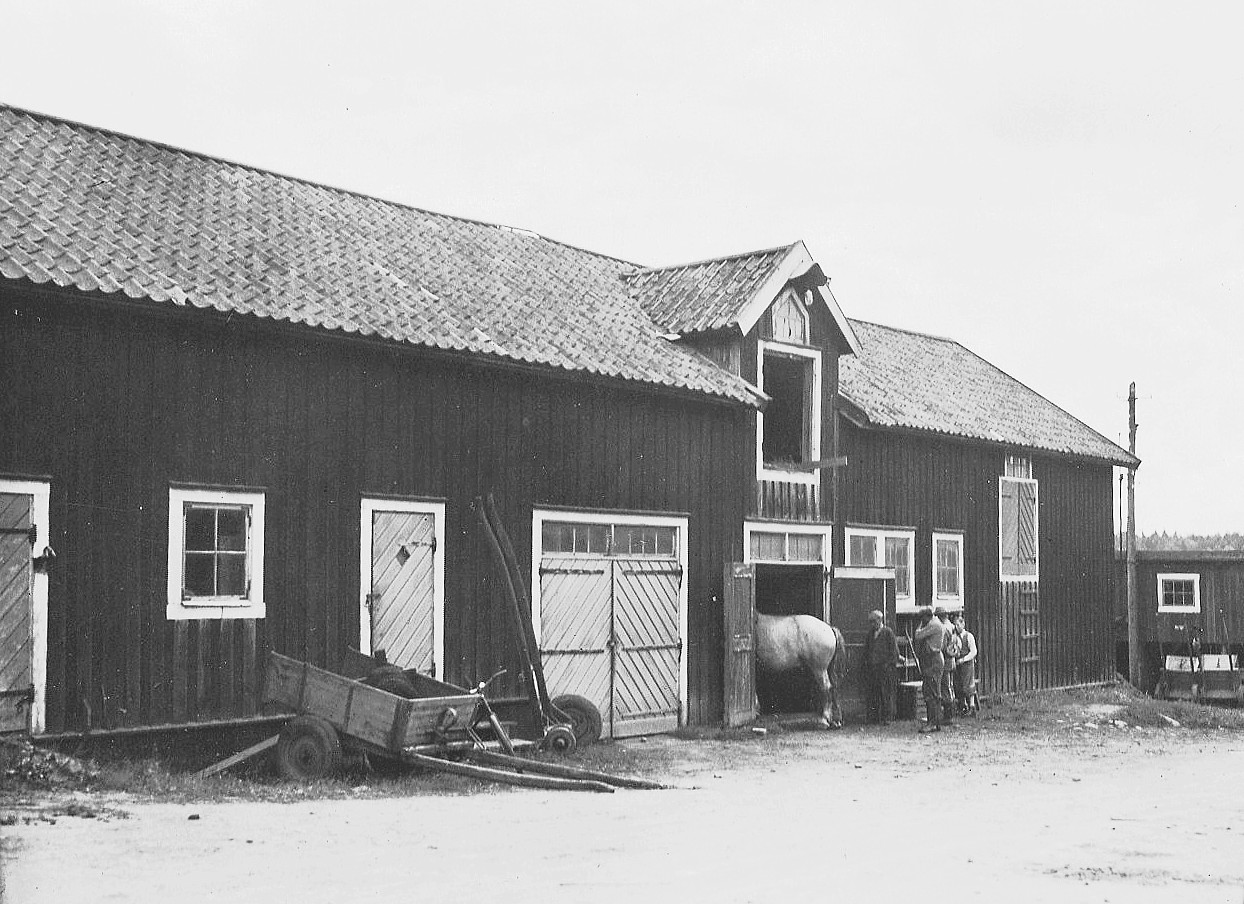
Gårdens stall 1945
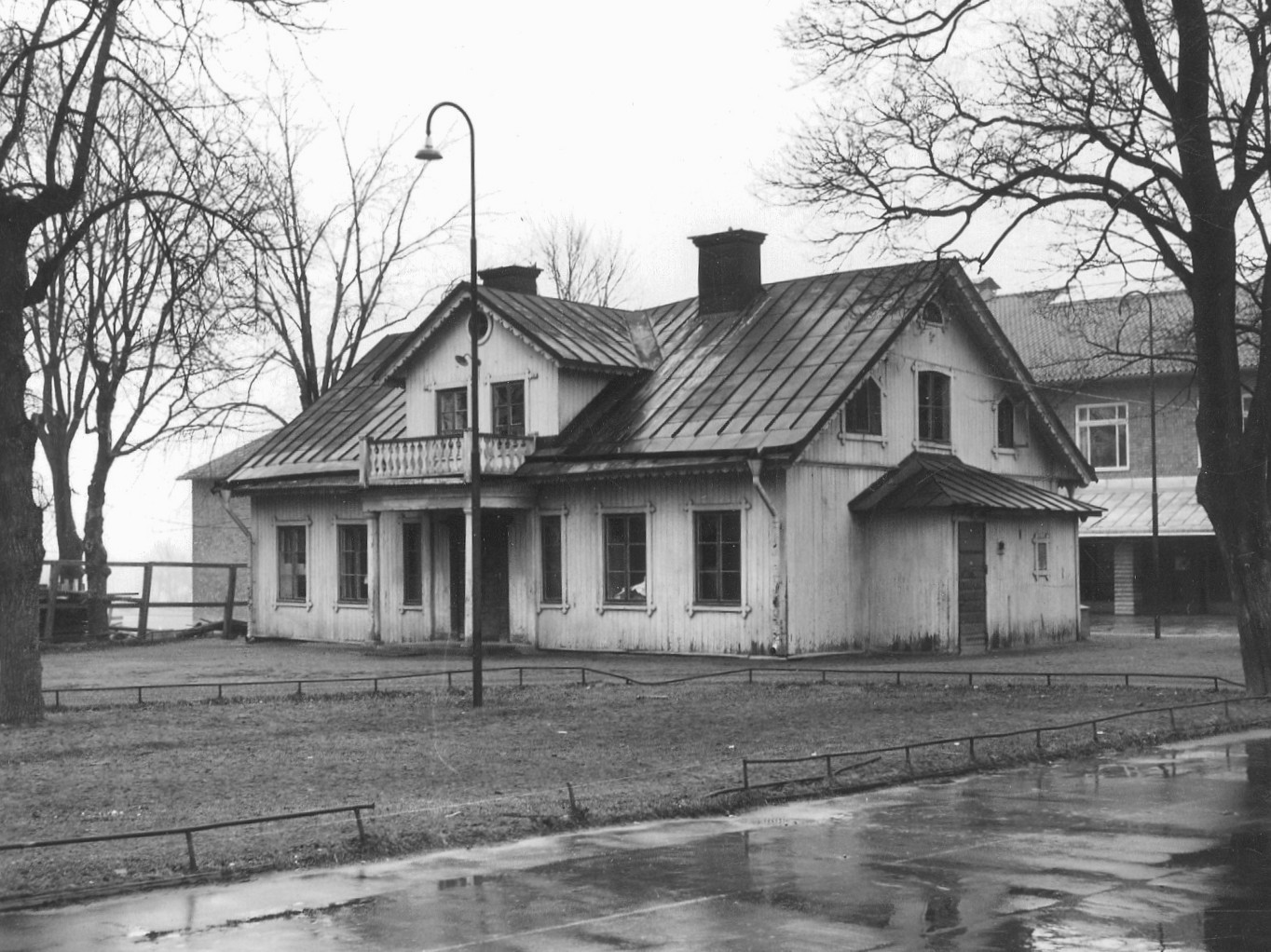
Gården 1965. I bakgrunden syns skolbyggnaden
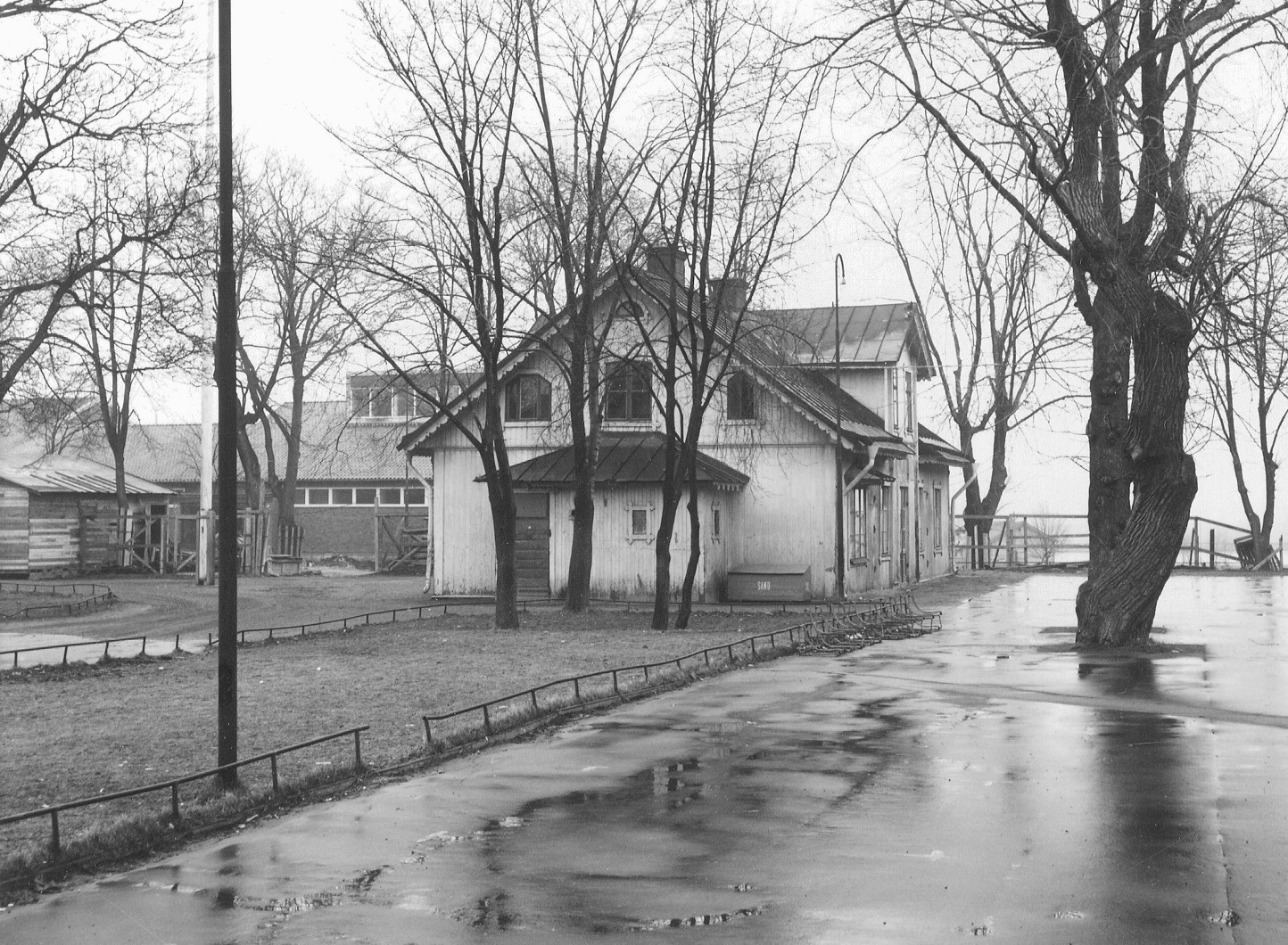
Gården 1965, i bakgrunden syns skolbyggnaden
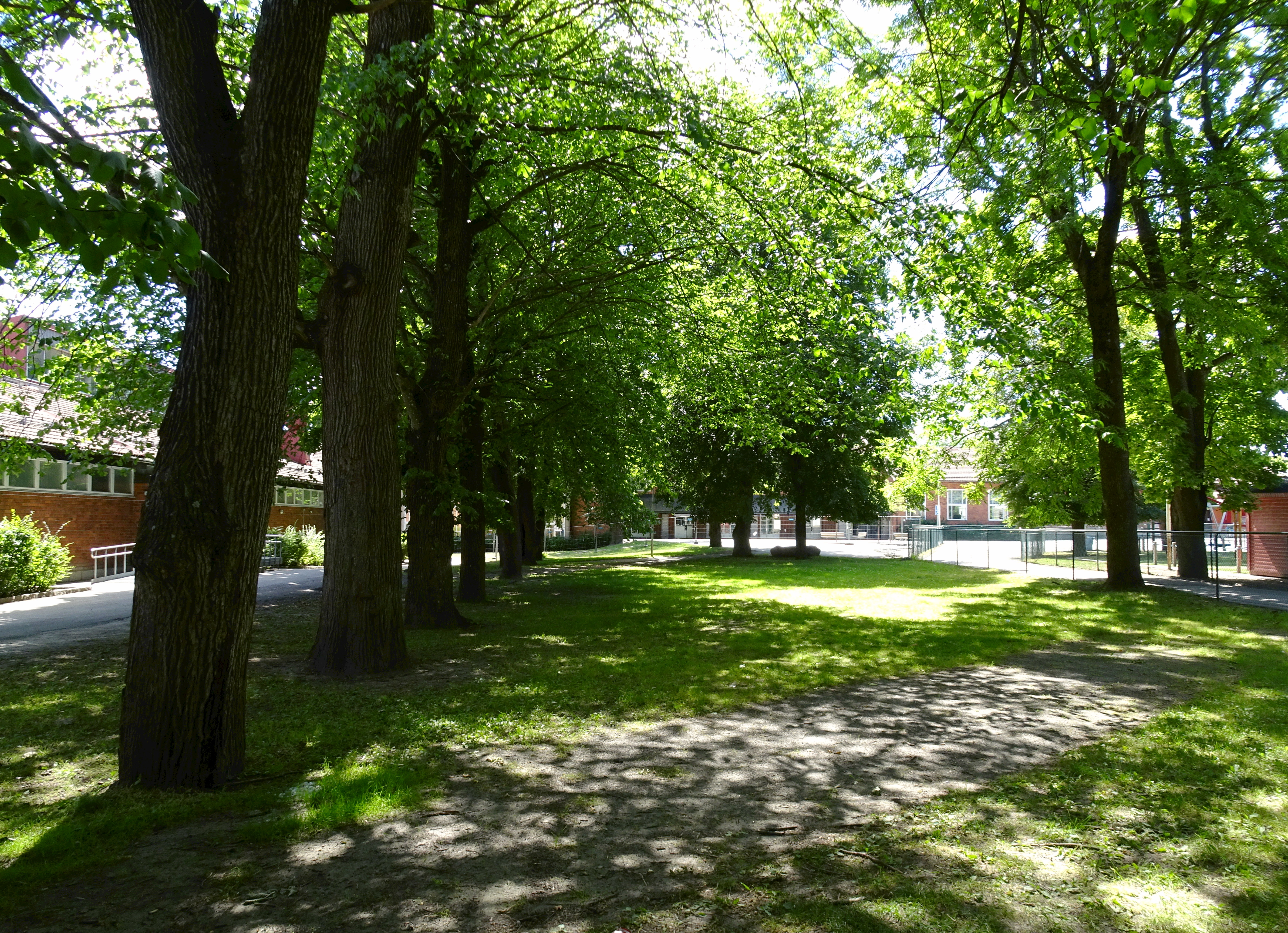
Gårdens allé 2016
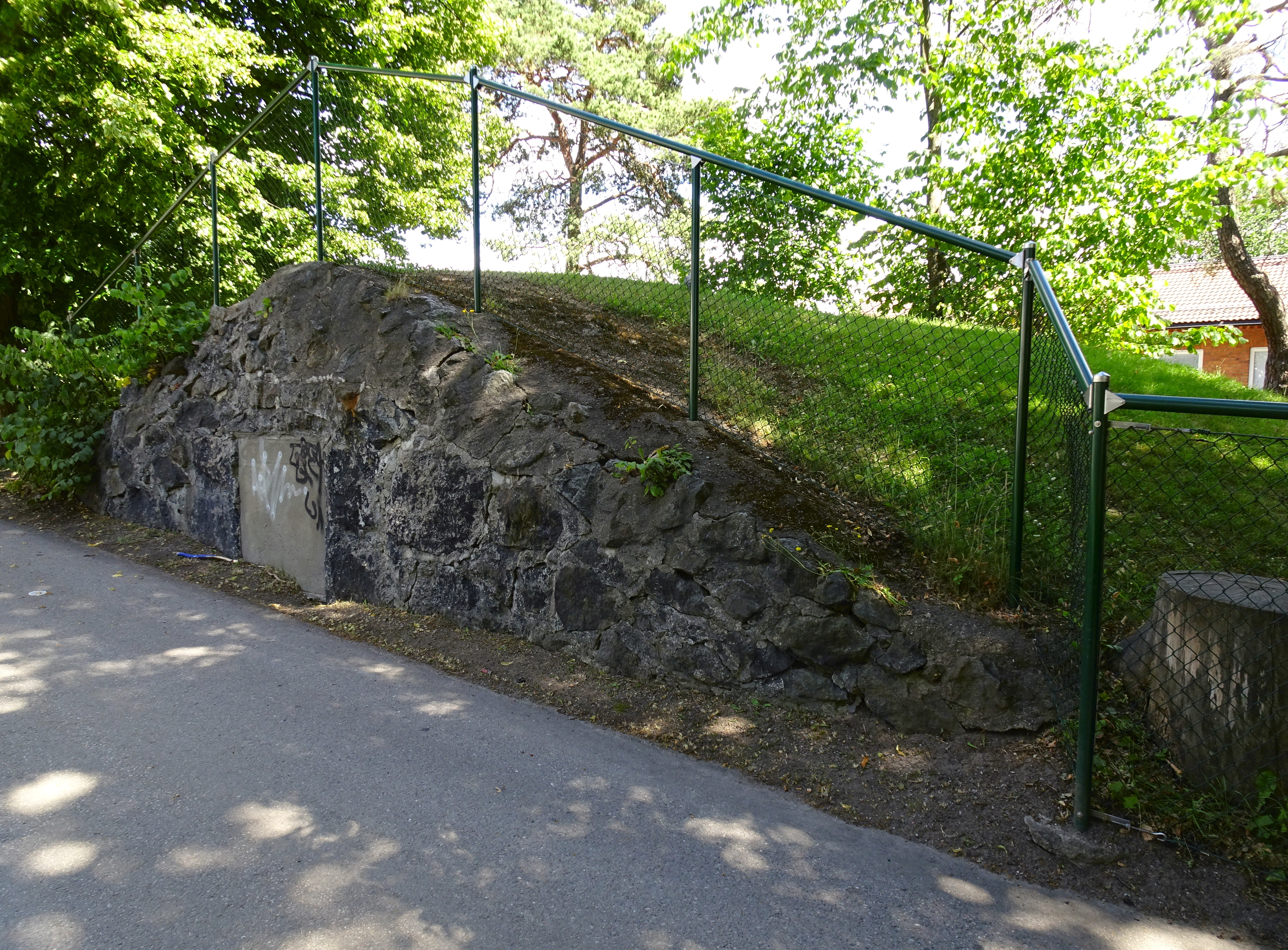
Gårdens jordkällare 2016